# Relações entre África do Sul e Angola
As relações entre África do Sul e Angola referem-se as relações atuais e históricas entre a República de Angola e a República da África do Sul. As relações na era pós-apartheid são bastante fortes porque os partidos no poder em ambos os países, o Congresso Nacional Africano, na África do Sul, e o Movimento Popular de Libertação de Angola (MPLA), em Angola, lutaram juntos durante a Guerra Civil Angolana e na guerra sul-africana na fronteira. Combateram os rebeldes da União Nacional para a Independência Total de Angola (UNITA), baseados em Angola, e o governo do apartheid na África do Sul, que os apoiava. Nelson Mandela mediou entre o MPLA e a UNITA durante os anos finais da Guerra Civil Angolana. Embora a África do Sul tenha sido preponderante em termos de capacidades relativas durante o final do século XX, o recente crescimento de Angola levou a uma relação mais equilibrada.